# 金顕秀
金 顕秀（キム・ヒョンス、朝鮮語: 김현수/金顯秀、1937年9月7日 - ）は、大韓民国の政治家。第10代、第12代大韓民国国会議員。第23代清州市市長。
本貫は金海金氏。号は清民（チョンミン、청민/淸民）。カトリック教徒。

## 経歴
1937年9月7日、日本統治時代の朝鮮で忠清北道の清原郡に生まれた。清州大学校経済学科卒。4・19、6・3抗争青年民主闘争委員会副委員長、民主回復国民会議忠北支部代表委員。1978年12月12日に実施された第10代総選挙に清州・清原地区から民主統一党の公認で立候補して当選し、国会議員となった。その後も1985年2月12日に実施された第12代総選挙に新韓民主党の公認で立候補して当選し、再び国会議員を務めた。そのほか、第1回全国同時地方選挙で清州市市長に当選し、1995年から1998年まで清州市市長（第23代）を1期務めた。なお、第2回全国同時地方選挙で再選を目指したが失敗した以降、2022年の時点で金を含めて清州市市長は地方選挙で2回連続当選したことがない。